# Florinel Coman
Florinel Teodor Coman (* 10. April 1998 in Brăila) ist ein rumänischer Fußballspieler, der seit August 2017 beim Erstligisten FCSB Bukarest unter Vertrag steht. Der Flügelspieler ist seit Oktober 2019 rumänischer Nationalspieler.

## Karriere

### Verein
Coman ist ein Produkt der bekannten Jugendakademie des einstigen Weltklassespielers Gheorghe Hagi und wurde im Sommer 2014 von dort in dessen Profiverein FC Viitorul Constanța befördert, welcher in der höchsten rumänischen Spielklasse spielt. Sein Pflichtspieldebüt in der ersten Mannschaft bestritt er am 18. März 2015 beim 2:0-Heimsieg gegen Astra Giurgiu. Am 14. August 2016 traf er erstmals beim 3:1-Sieg gegen ASA Târgu Mureș für Viitorul in der Liga. In seiner ersten Saison 2016/17 gewann er mit Viitorul die erste Meisterschaft in der jungen Vereinsgeschichte. Mit sechs Toren und sieben Vorlagen in 28 Ligaeinsätzen trug er dazu einen wichtigen Anteil bei.
Trotz seiner erfolgreichen Saison im Trikot Viitoruls zog es Coman zur folgenden Spielzeit 2017/18 zum Ligakonkurrenten FCSB Bukarest, die ihn für eine Ablösesumme in Höhe von 2,5 Millionen Euro inklusive Bonuszahlungen in die Hauptstadt holten. Seine ersten beiden Tore für die Roș-albaștrii erzielte er am 22. Oktober 2017 beim 7:0-Heimsieg gegen die ACS Poli Timișoara. Sein erstes Tor in einem europäischen Wettbewerb erzielte Coman am 2. November beim 1:1-Unentschieden gegen den israelischen Verein Hapoel Beer Sheva in der UEFA Europa League 2017/18. Am Ende der Saison hatte er in 37 Einsätzen vier Tore erzielt und sechs weitere vorbereitet. In der Meisterschaft musste man sich letztendlich mit einem Punkt hinter dem Meister CFR Cluj mit dem 2. Tabellenrang zufriedengeben.
Die nächste Saison 2018/19 begann für Florinel Coman furios. Bereits nach acht Spieltagen hatte er sechs Tore und drei Vorlagen am Konto und hielt mit Steaua die Tabellenführung inne. Diese Quoten konnte er in der Folge jedoch nicht beibehalten und schloss die Vorrunde nach 26. Spieltagen mit sieben Toren und genauso vielen Vorlagen ab.

### Nationalmannschaft
Sein Debüt für die rumänische U-17-Nationalmannschaft gab er am 25. September 2014 bei der 1:2-Auswärtsniederlage gegen Tschechien in der Qualifikation zur U-17-Fußball-Europameisterschaft 2015. Im nächsten Qualifikationsspiel gegen Dänemark traf er beim 6:1-Heimsieg dreimal.
Ab Oktober spielte er dann dreimal für die U19. Beim 6:0-Heimsieg gegen San Marino in der Qualifikation zur U-19-Fußball-Europameisterschaft 2017 traf er zweimal.
Danach spielte er ab Juni 2017 für die U-21-Nationalmannschaft. Beim 3:1-Auswärtssieg gegen Bosnien und Herzegowina im Qualifikationsspiel zur U-21-Fußball-Europameisterschaft 2019 am 1. September 2017 erzielte er seinen ersten Treffer für die U21. Er war auch Teil des Kaders für die U-21-Europameisterschaft 2019. Beim 4:2-Sieg im Gruppenspiel gegen England traf er doppelt und bereitete ein Tor vor. Mit Rumänien erreichte man überraschend das Halbfinale des Bewerbs, wo man jedoch an der deutschen Auswahl scheiterte. Er kam in allen vier Spielen der Rumänen zum Einsatz.
Am 12. Oktober 2019 debütierte Florinel Coman beim 3:0-Auswärtssieg gegen Färöer für die A-Auswahl.

## Erfolge

### Verein
Viitorul Constanța
- Liga I: 2016/17

FCSB Bukarest
- Rumänischer Pokalsieger: 2019/20

### Individuell
- Liga-I Spieler des Monats: Februar 2017
- Liga-I-Team der Saison: 2016/17, 2018/19